# Філіпп Мюллер-Гебгард
Філіпп Мюррер-Гебгард (нім. Philipp Müller-Gebhard; 15 жовтня 1889, Гайдельберг — 2 липня 1970, Людвігсбург) — німецький воєначальник, генерал-лейтенант вермахту. Кавалер Лицарського хреста Залізного хреста.

## Біографія
16 липня 1908 року поступив на службу в Імперську армію. Учасник Першої світової війни. З 27 лютого 1919 року — командир 1-го добровольчого баденського батальйону. З 11 жовтня 1921 по 30 вересня 1934 року служив у баденській поліції. 1 жовтня 1934 року поступив на службу у вермахт і був призначений командиром батальйону 35-го піхотного полку. З 6 жовтня 1936 року — командир 13-го піхотного полку. З 28 листопада по 1 грудня 1939 року — командир 169-ї піхотної дивізії. З 6 листопада 1940 по 10 липня 1942, з 24 листопада 1942 по 17 лютого 1943 і з 3 травня по 1 листопада 1943 року — командир 72-ї піхотної дивізії. З 1 по 15 вересня 1941 року — командир корпусу «Африка». В листопаді 1943 року відправлений у резерв, з 10 лютого 1944 по 15 лютого 1945 року — військовий комендант Праги. В кінці війни взятий у полон американськими військами, звільнений 5 червня 1947 року.

## Звання
- Фанен-юнкер (16 липня 1908)
- Унтер-офіцер (18 грудня 1908)
- Фенріх (20 квітня 1909)
- Лейтенант (27 січня 1910)
- Оберлейтенант (27 січня 1915)
- Гауптман (18 квітня 1917)
- Оберстлейтенант (1 червня 1935)
- Оберст (20 квітня 1936)
- Генерал-майор (1 січня 1940)
- Генерал-лейтенант (1 січня 1942)

## Нагороди
- Залізний хрест
  - 2-го класу (14 жовтня 1914)
  - 1-го класу (6 червня 1915)
- Почесний хрест ветерана війни з мечами
- Медаль «За вислугу років у Вермахті» 4-го, 3-го, 2-го і 1-го класу (25 років) (2 жовтня 1936) — отримав 4 медалі одночасно.
- Застібка до Залізного хреста
  - 2-го класу (25 жовтня 1939)
  - 1-го класу (19 травня 1942)
- Медаль «За Атлантичний вал» (28 лютого 1940)
- Медаль «За італо-німецьку кампанію в Африці» (Італія) (27 травня 1942)
- Медаль «За зимову кампанію на Сході 1941/42» (5 серпня 1942)
- Кримський щит (23 серпня 1942)
- Лицарський хрест Залізного хреста (3 вересня 1942)
- Медаль «Хрестовий похід проти комунізму» (Румунія) (28 вересня 1942)
- Орден Зірки Румунії, офіцерський хрест з мечами і стрічкою за хоробрість (4 грудня 1942)
- Німецький хрест в золоті (10 лютого 1944)
- Нарукавна стрічка «Африка» (16 травня 1944)